# Berninamassivet

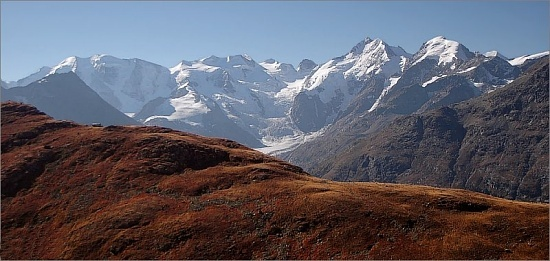
Berninamassivet, vy från norra sidan.

Berninamassivet är en del av Rätiska alpernas mellersta zon, på gränsen mellan Schweiz och Italien, nordost om Comosjön.
Berninamassivet når med Piz Bernina östalpernas högsta topp. I sydöst begränsas Berninamassivet av Berninapasset, beläget 2.330 meter över havet, där landsväg och järnväg går från Samedan i Engadindalen till Tirano i Addas dalgång.